# Ladingsvereffening
Ladingsvereffening is het verschijnsel dat de elektrische lading in de vorm van elektronen zich van een lichaam met een lagere elektrische potentiaal naar een lichaam met een hogere potentiaal verplaatst, wanneer beide lichamen galvanisch met elkaar worden verbonden. Vóór de ladingsvereffening bestond er een potentiaalverschil of elektrische spanning tussen beide geïsoleerde lichamen. Deze spanning blijft bestaan zolang er geen elektrische verbinding tussen beide lichamen is. Zodra er een pad wordt gemaakt waardoor een elektrische stroom tussen deze lichamen kan lopen, zullen de ladingen zich vereffenen waardoor de potentialen van beide lichamen aan elkaar gelijk worden. Ladingsvereffening is het bekendst uit de elektrostatica: een isolator die door wrijving tot een hoge potentiaal is opgeladen en tegen een (geaarde) geleider wordt gehouden, zal zich met een vonk ontladen. Maar ook bij dynamische elektriciteit speelt ladingsvereffening een belangrijke rol.

## Lading
De elektrische lading {\displaystyle Q} van een condensator wordt uitgedrukt in coulomb en is het product van de capaciteit {\displaystyle C} in farad en de spanning {\displaystyle V} in volt, die positief of negatief kan zijn:
{\displaystyle Q=CV}
Bij ladingsvereffening tussen twee condensatoren met capaciteiten {\displaystyle C_{1}} en {\displaystyle C_{2}} met respectievelijke ladingen {\displaystyle Q_{1}} en {\displaystyle Q_{2}} zal het potentiaalverschil {\displaystyle V_{1}-V_{2}} verdwijnen en plaatsmaken voor een nieuwe gezamenlijke potentiaal {\displaystyle V_{\text{t}}}, waarvoor geldt:
{\displaystyle Q_{\text{t}}=Q_{1}+Q_{2}=(C_{1}+C_{2})V_{\text{t}}}
dus
{\displaystyle V_{\text{t}}={\frac {Q_{1}+Q_{2}}{C_{1}+C_{2}}}={\frac {C_{1}}{C_{1}+C_{2}}}V_{1}+{\frac {C_{2}}{C_{1}+C_{2}}}V_{2}}
Het totaal van de beide ladingen verdeelt zich over de beide capaciteiten in de verhouding:
{\displaystyle {\frac {Q_{1{\text{t}}}}{Q_{2{\text{t}}}}}={\frac {C_{1}}{C_{2}}}},
dus
{\displaystyle Q_{1{\text{t}}}=Q_{\text{t}}{\frac {C_{1}}{C_{1}+C_{2}}},\quad Q_{2{\text{t}}}=Q_{\text{t}}{\frac {C_{2}}{C_{1}+C_{2}}}}

## Statische elektriciteit
In lichamen die bestaan uit elektrisch isolerend materiaal kan door wrijving (eigenlijk het van elkaar verwijderen na eng contact) of inductie een elektrische lading ontstaan. Afhankelijk van het soort materiaal zal deze lading positief of negatief zijn. In de tribo-elektrische reeks is de aard van deze lading voor veel materialen vastgelegd. Wordt een geladen voorwerp in de buurt van een anders geladen voorwerp gebracht dan kan er ladingsvereffening optreden als er een elektrische verbinding tussen beide voorwerpen wordt gemaakt. Maar als het potentiaalverschil tussen beide voorwerpen hoog genoeg is kan ladingsvereffening ook optreden in de vorm van een elektrische overslag die gepaard gaat met een vonk. Naast de hoogte van het potentiaalverschil zijn ook andere omstandigheden van belang, zoals luchtvochtigheid en de vorm van de voorwerpen. Statisch elektrische lading verzamelt zich het gemakkelijkst op plaatsen met een kleine radius, zoals een bol, een vingertop of de punt van een naald.
Statische ladingsvereffening komt in veel alledaagse situaties voor, overal waar kunststoffen, hout, glas, textiel, haar en dergelijke ten opzichte van elkaar worden bewogen zodat er sprake is van wrijving, wordt statische elektriciteit opgewekt en wordt de lading weer vereffend. Soms zijn verschijnselen van deze vereffening zichtbaar, zoals bij het uittrekken van een (kunststoffen) trui in het donker, waarbij kleine vonkjes kunnen worden waargenomen. In andere gevallen zijn de verschijnselen vooral voelbaar, wie bijvoorbeeld een metalen voorwerp aanraakt na het uitstappen uit een auto, het lopen over een kunststoffen vloerbedekking of het opstaan van een stoel of bank met een kunststoffen zitting, kan een flinke tik krijgen. Ook een zichtbare vonk is op dat moment goed mogelijk. De persoon is door wrijving statisch geladen. Dat is mogelijk omdat het overgrote deel van ons schoeisel een isolerende zool heeft waardoor het menselijk lichaam geïsoleerd is van de aarde, die per definitie op het elektrische nulpotentiaal ligt. Een auto, een bureaustoel, een bank en vloerbedekking zijn eveneens van de aarde geïsoleerd door rubber banden, kunststoffen wielen, droge houten poten respectievelijk een kunststoffen onder- of bovenlaag. Wrijving tussen deze vlakken kan onder bepaalde omstandigheden gemakkelijk lading veroorzaken op het menselijk lichaam, dat opgevat kan worden als een van de aarde en de omgeving geïsoleerde geleider. Wie opgeladen een  voorwerp met een ander potentiaal aanraakt kan daardoor een ladingsvereffening bewerkstelligen. Vooral als dat voorwerp van metaal is en veel lading kan bevatten, kan deze vereffening een heftige, onaangename sensatie geven. Daarvoor is het dus niet nodig dat het aangeraakte voorwerp geaard is.

## Dynamische elektriciteit

### Gelijkspanning
Een geïsoleerde ongeladen geleider die wordt verbonden met een geleider waarop een gelijkspanning staat zal op dat moment lading ontvangen waardoor beide dezelfde potentiaal krijgen. In een condensator wordt dit principe nuttig gebruikt.

### Wisselspanning
Wordt een geïsoleerde geleider (condensator) met een wisselspanning verbonden dan zal er voortdurend een ladingsvereffening optreden, aangezien de elektrische spanning elke halve periode van teken verandert. Als gevolg daarvan wordt de geleider periodiek geladen met afwisselend een positieve en negatieve lading. Hoe hoger de spanning is en hoe groter de 'capaciteit' van de geleider naar de omgeving is, hoe meer lading zich moet verplaatsen. Er loopt dus een wisselstroom naar de geleider, ondanks dat de stroomkring niet gesloten is. Hierin schuilt het gevaar van een hoogspanningsleiding waarmee een mens in aanraking komt. Ook al staat deze persoon niet in verbinding met de aarde, de continue vereffeningsstromen van en naar zijn lichaam kunnen dodelijk zijn. Een groot gevaar vormt ook de vlamboog (minibliksem) die ontstaat net voordat de galvanische verbinding wordt gemaakt. De afstand die kan worden overbrugd door spanningen van honderden kilovolts kan oplopen tot wel 50 cm. Deze voortdurende overslag is dusdanig heftig dat matige geleiders zoals een worst (als plaatsvervanger van het menselijk lichaam) zeer sterk worden verhit en in brand vliegen of zelfs ontploffen. 

### Werken aan hoogspanningsnetten
Alleen met speciale voorzieningen en uiterst zorgvuldige werkwijzen kunnen mensen veilig werken aan hoogspanningsnetten, zoals in Amerika, Canada, China en Japan wordt bewezen bij inspecties van de grote elektriciteitsnetten. De onderhoudsmensen (linemen genoemd) zijn gehuld in speciale elektrisch geleidende pakken en maken vanuit een helikopter contact tussen de machine en de 500 kV-kabel en zichzelf. Deze pakken bestaan voor een kwart uit roestvrijstalen garens en de onderlinge delen worden intern met riemen galvanisch aan elkaar verbonden. Ook sokken en handschoenen zijn van dit geleidende weefsel gemaakt. Alleen als alles galvanisch met elkaar is verbonden, zodat de vereffeningsstromen door deze verbindingskabels lopen, kan de man veilig met de hoogspanning contact maken. Hij bevindt zich in een kooi van Faraday en daarbinnen is de grootte van het elektrische veld te verwaarlozen. De vereffeningsstromen lopen door een kabel tussen zijn pak en de hoogspanningsleiding. Deze bemande inspecties blijven extreem gevaarlijk omdat zowel de techniek van de helikopter als de uiterst belangrijke handelingen van de mensen tot in de perfectie moeten kloppen. Ze vinden plaats in onder meer Amerika, Canada, China en Japan. Om de risico's sterk te verminderen is voor dit werk een robot ontwikkeld die een videoschouw uitvoert van de kabels. Deze is onder andere uitgerust met acht camera's en GPS en kan allerlei obstakels overwinnen.

## Trivia
- Een analogon van de ladingsvereffening is de wet van de communicerende vaten uit de vloeistofmechanica.